# Villa Gesell (partido)
Villa Gesell (Partido de Villa Gesell) is een partido in de Argentijnse provincie Buenos Aires. Het bestuurlijke gebied telt 24.282 inwoners. Tussen 1991 en 2001 steeg het inwoneraantal met 51,65 %.

## Plaatsen in partido Villa Gesell
- Las Gaviotas
- Mar Azul
- Mar de las Pampas
- Villa Gesell